# 槍ヶ岳山荘

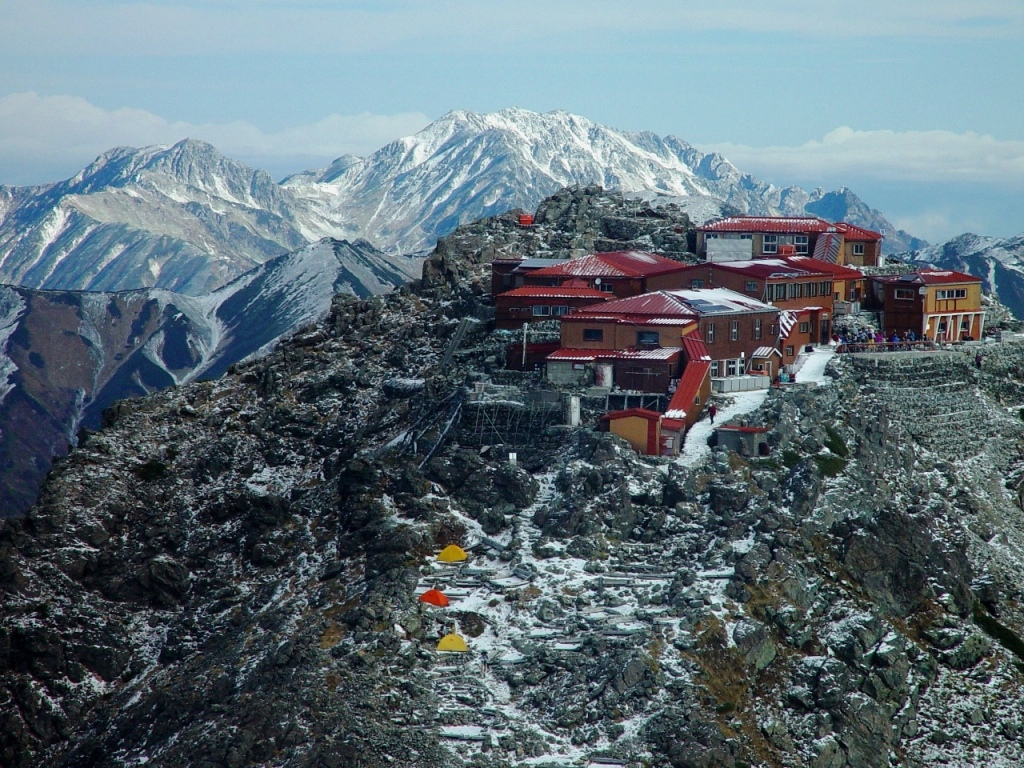
大喰岳から望む槍ヶ岳山荘。遠景は立山

槍ヶ岳山荘（やりがたけさんそう）は、岐阜県高山市奥飛騨温泉郷神坂にある大規模な山小屋。
槍ヶ岳の南、山頂直下の肩（標高3,080 m）に位置しており、中部山岳国立公園内にある。

## 概要

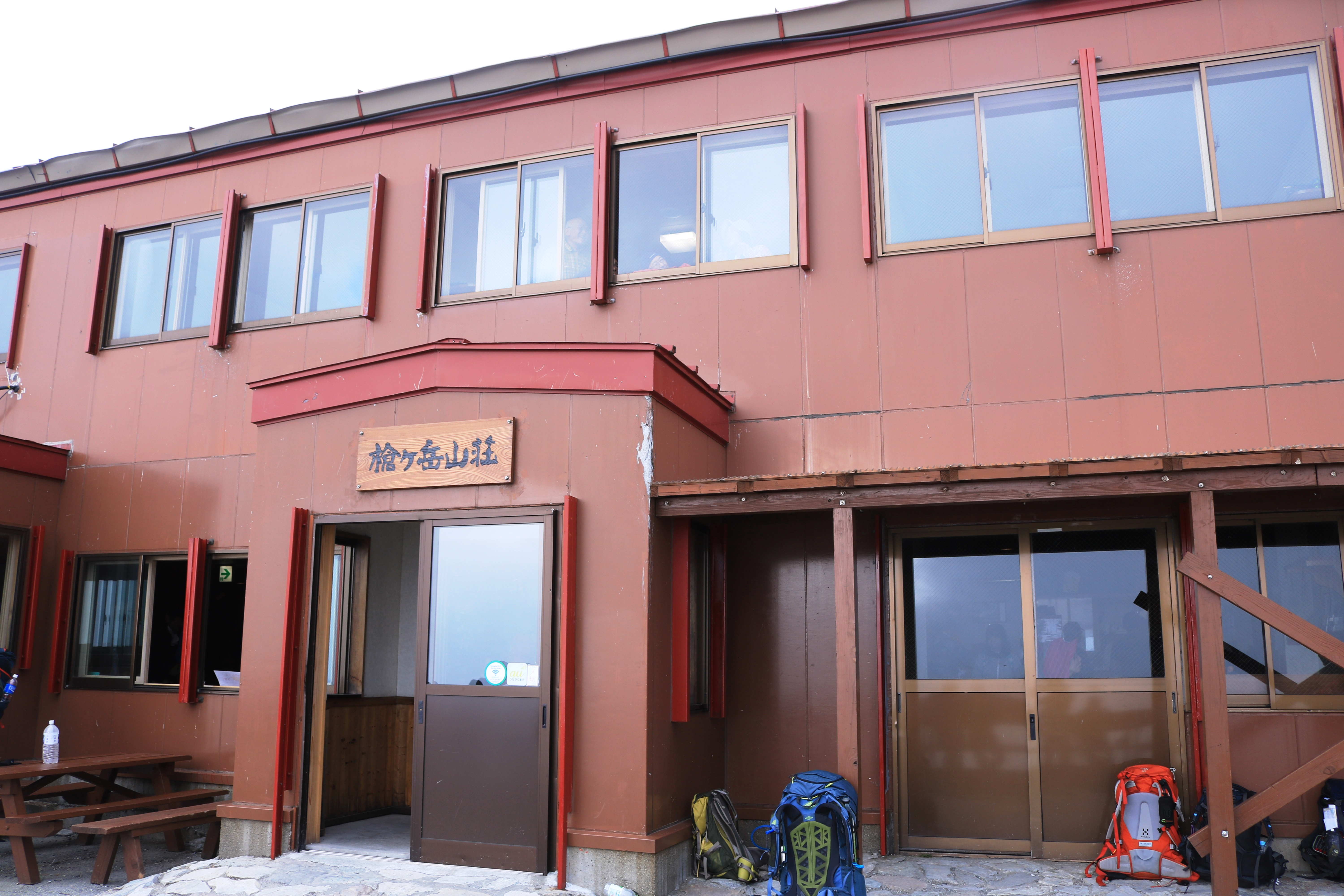
玄関

2022年（令和四年）現在、穂苅大輔が経営している。先々代で祖父の穂苅貞雄は山岳写真家としても著名で、1986年（昭和61年）には山小屋友交会会長に就任し、翌年に環境庁長官表彰を受けるなどしたが2017年に死去した。収容人数は650人で、北アルプス南部では最大規模の山小屋だが、北アルプスの北部の白馬岳の山頂直下には、収容人数1,200人のさらに大規模な白馬山荘がある。

## 沿革と出来事
- 1926年（大正15年）8月 - 「槍ヶ岳肩の小屋」として穂苅三寿雄により建造された[2]。
- 第二次世界大戦中とその直後 - 登山者が激減した。
- 1953年（昭和28年） - 大改築が行われた時に、「槍岳山荘」へと改名され、その後もう一度改名され現在の名称になった。
- 昭和30年代 - 登山最盛時に、公衆電話設備・下から水を汲み上げるためのポンプ設備・燃料のプロパンガスなどが整備された。
- その後 - 外来食堂の新築、診療所と外部トイレの改築など、増改築が頻繁に行われている。
- 近年 - ヘリコプターによる物資の上げ下ろしが当たり前となっているが、以前は歩荷頼りだった。
- 2009年（平成21年）8月8日 - NHK名古屋放送局のテレビ番組『金とく』で、登山家の田部井淳子とアナウンサーの内多勝康が宿泊し紹介された[3]。
- 2011年（平成23年）5月29日 - 長野朝日放送開局20周年特別番組で山小屋から生中継され、小屋の様子と周辺の風景が紹介された[4]。

## 槍ヶ岳山荘の諸データ

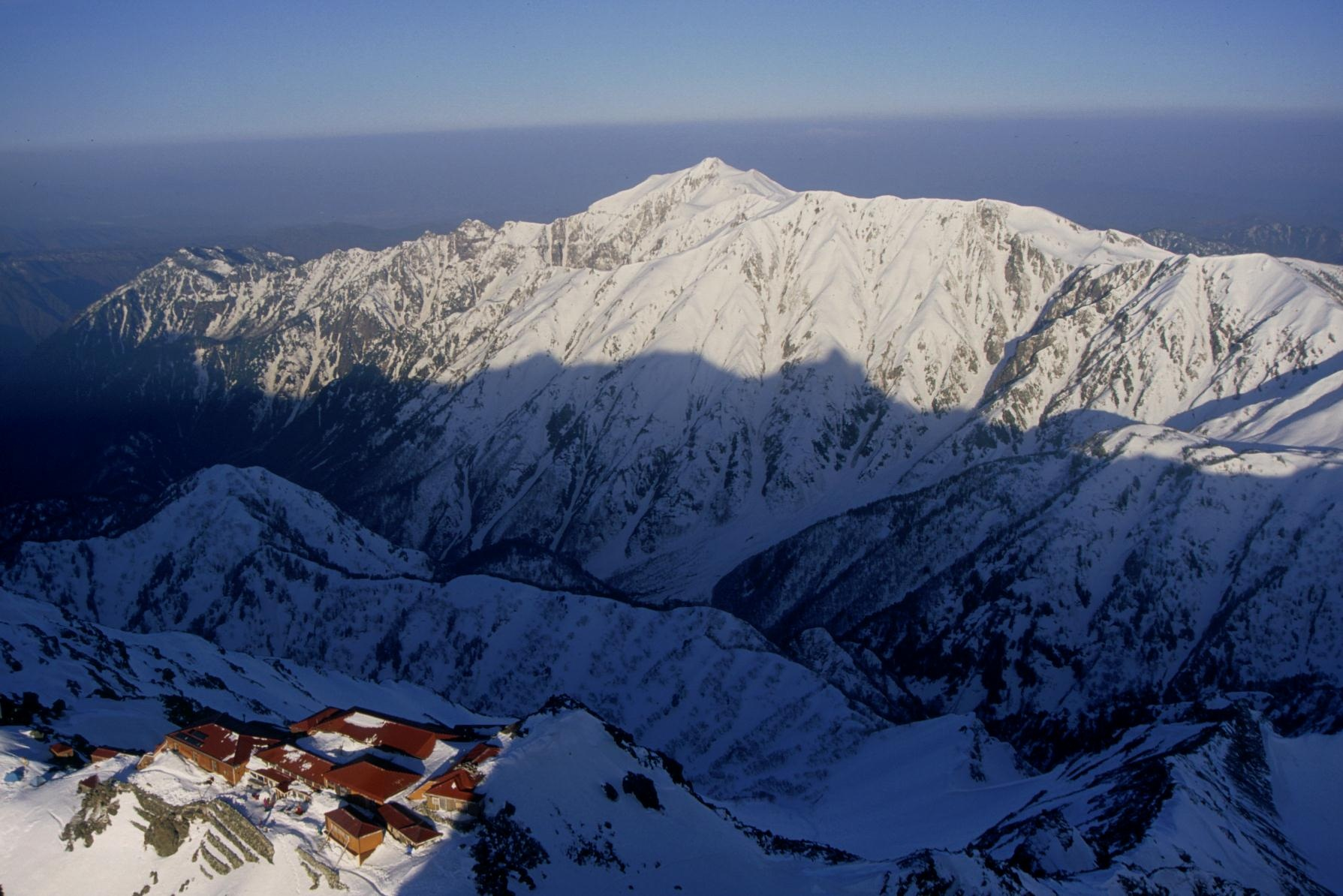
槍ヶ岳山頂から望む槍ヶ岳山荘
遠景は笠ヶ岳

平成23年度現在の山小屋の諸データ等は以下である。山小屋では雨水と雪解け水を利用しており、一般客用の入浴施設はない。山小屋の電気はすべて自家発電でまかなっている。

### 営業期間
- 4/27 - 11/3　2011年（平成23年度）

### 収容人数
- 宿泊 650人
- キャンプ指定地は、テント30張。（北アルプスの大部分が中部山岳国立公園内であるため、キャンプ指定地以外の設営は禁止されている。）

### 主な施設
- 客室・個室・食堂・トイレ・外部トイレ・乾燥室・自炊小屋・冬期避難小屋がある。
- キッチン槍（軽食・喫茶） - コーヒー、焼きたてパン、ラーメン、カレーなどが飲食できる。
- 飲料水 雨水又はペットボトルのミネラルウォーターを入手することができる。
- 夏山診療所 東京慈恵会医科大学槍ヶ岳診療所（7月20日 - 8月20日）がある。
- NTTドコモの衛星公衆電話がある。雷の危険があるときは使用中止となる。
- 山荘利用者に開放されたWi-Fiがある。上記衛星電話回線を利用しているため速度は低速であり、電話同様雷の危険があるときは停止となる。
- 一般利用者向けの入浴施設はない。
- 山荘から日本百名山の槍ヶ岳に向けたライブカメラが設置されている[6]。

### 主なイベント
- 夏にフルートコンサートが開催される。
- 槍ヶ岳播隆祭が、毎年9月の第1土曜日に開催される[7]。
- 地元のプロのガイドによる槍ヶ岳の登山教室がある。ロープが必要な小槍に登ることもできる。

## 周辺の山
- 槍ヶ岳
- 西岳 - 大天井岳（東鎌尾根）
- 樅沢岳 - 双六岳（西鎌尾根）

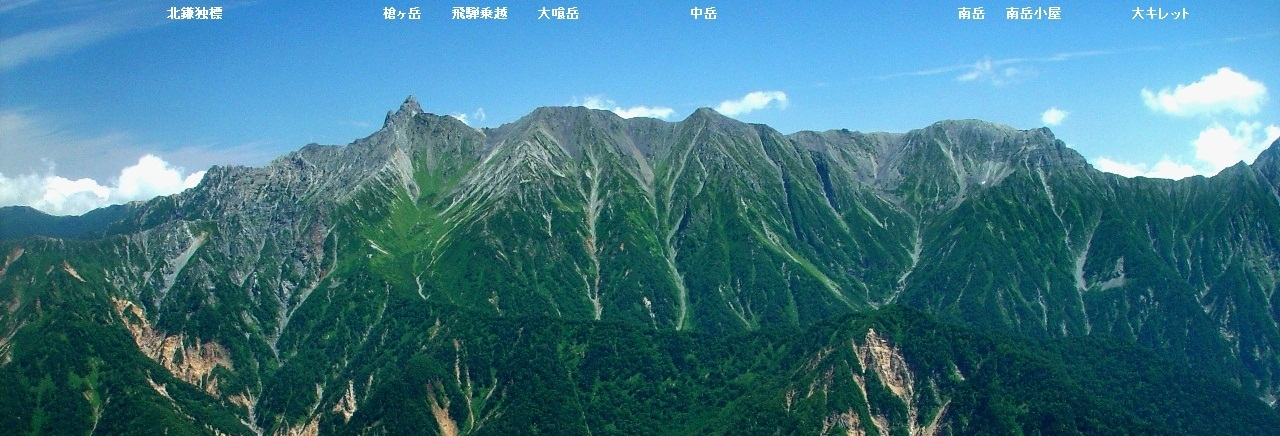
抜戸岳から望む槍ヶ岳周辺の山

- 大喰岳 - 中岳 - 南岳 - 大キレット - 穂高岳（槍穂高縦走路）
- 北鎌独標（北鎌尾根）
- 奥丸山
- 笠ヶ岳

|        |        |        |        |        |
| 槍ヶ岳 | 樅沢岳 | 大喰岳 | 穂高岳 | 笠ヶ岳 |

## 交通・アクセス

### 上高地方面から
公共交通機関
最寄りの鉄道駅は、アルピコ交通（松本電鉄）上高地線の新島々駅である。この駅で、バスかタクシーに乗り換え、上高地へ入山する。
上高地からは、横尾経由の槍沢（梓川の支流）のルートが最短である。途中に複数の宿泊施設や山小屋がある。
マイカー利用
最寄りのインターチェンジは、長野自動車道の松本インターチェンジである。
釜トンネルから上高地までの区間は、マイカー規制されており、沢渡（さわんど）が最寄りの駐車場である。バスかタクシーに乗り換え、上高地へ入山する。

### 高山方面から

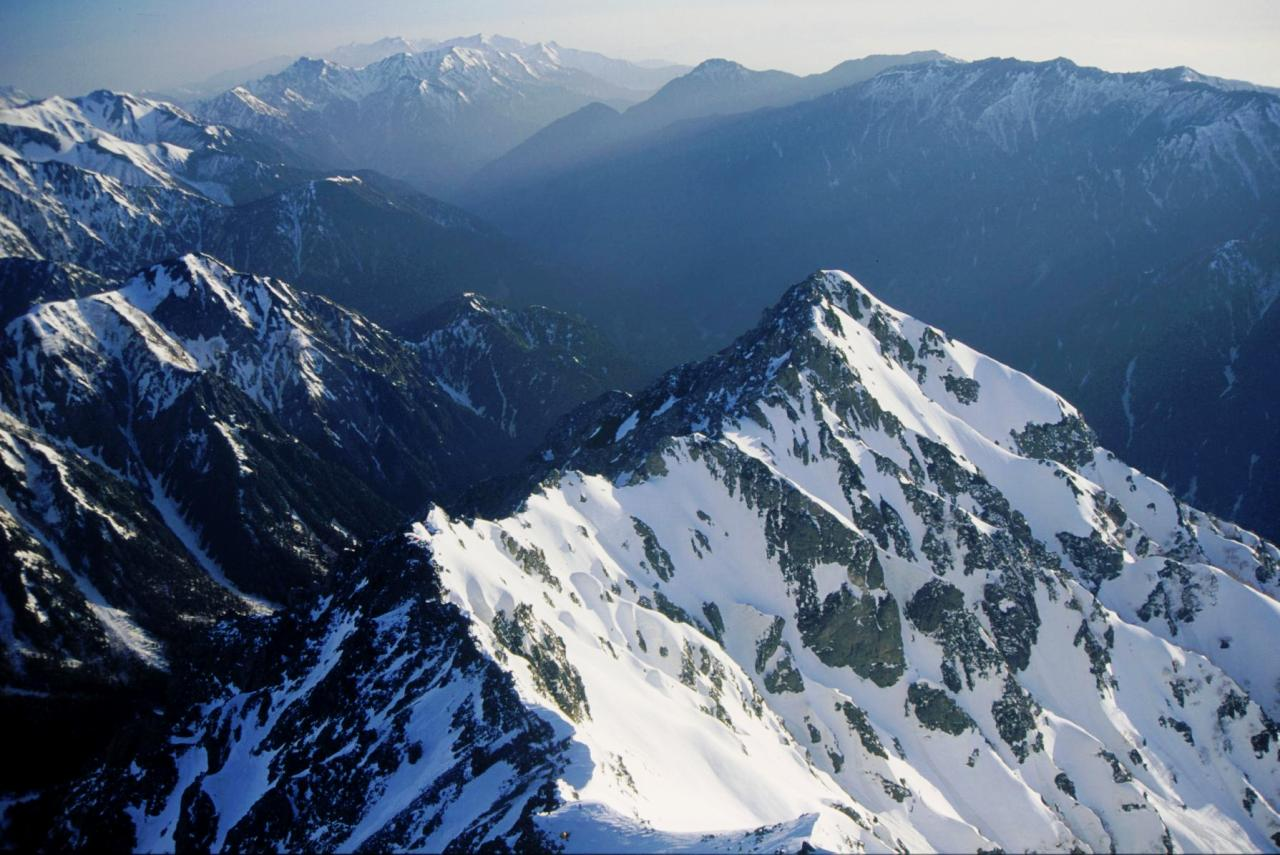
槍ヶ岳から望む北鎌独標

公共交通機関
最寄りの駅は、JR東海高山本線の高山駅である。この駅で、バスに乗り換え、新穂高温泉か、上高地に向う。
新穂高温泉からは、蒲田川（高原川の支流）の右俣林道先の飛騨沢のルートが最短である。途中に複数の宿泊施設や山小屋がある。
マイカー利用
最寄りのインターチェンジは、高山清見道路の高山インターチェンジである。
最寄りの駐車場は、新穂高温泉の駐車場である。
蒲田川右岸と鍋平らに無料の駐車場がある。登山シーズン中、蒲田川左岸の無料駐車場は、満車となることがある。

### 縦走ルートから
その他の登山ルートを縦走して、槍ヶ岳山荘へ向かうこともできる。
大天井岳方面からの東鎌尾根のルート（表銀座）がある。
双六小屋方面からの西鎌尾根のルート（裏銀座）がある。
南岳-中岳-大喰岳の南側の稜線のルートがある。
北鎌尾根（バリエーションルート）がある。

## 運営会社
槍ヶ岳山荘と殺生ヒュッテは長野県松本市埋橋にある槍ケ岳観光株式会社（やりがたけかんこう）によって運営されている。同社の関連会社として、槍沢ロッヂおよび岳沢小屋を運営する有限会社槍沢小屋（やりさわごや、所在地同じ、法人番号：2100002022039）、南岳小屋を運営する有限会社南岳小屋（所在地同じ、法人番号：3100002038876）、大天井ヒュッテを運営する有限会社大天井ヒュッテ（所在地同じ、法人番号：1100002022568）があり、以上4社で槍ヶ岳山荘グループを成す。